# Сретен Божић
Сретен Божић (Горња Трешњевица, 1932) je српски и аустралијски писац и антрополог, хуманиста и борац за права аустралијских Абориџина познат под књижевним именом Б. Вонгар (енгл. B. Wongar).
Пише романе, драме, кратке приче и песме. За своја дела је више пута награђиван. Током живота се дружио и имао подршку многих личности као што су Жан Пол Сартр, Симон де Бовоар. Семјуел Бекет и др. За немачко издање збирке прича Бабару из 1987. предговор је написао Петер Хандке. Књиге су му превођене на многе језике.
Од 1960. године живи и ствара у Аустралији. У Аустралији се све до 1981. веровало да је Абориџин јер је у многим својим делима писао о аустралијским староседеоцима и живећи са њима бележио њихова усмена предања. O његовом пореклу се више сазнало када је почео јавно да иступа и говори о страдањима Срба у ратовима деведесетих година 20. века.
Након породичне трагедије и пресељења у Мелбурн живи и пише у релативној изолацији на свом имању на којем му, после смрти друге супруге Линде Билчић, друштво праве пси аустралијске расе динго.

## Биографија

### Школовање
Б. Вонгар је рођен као Сретен Божић 1932. године у селу Горња Трешњевица код Аранђеловца у многочланој породици Стевана Божића и супруге му Даринке.
Завршивши основно школовање уписао се у Средњу техничку школу у Новом Саду, одсек за млинске техничаре. Школовање је прекинуо након што му је ускраћена стипендија због политичких ставова његовог оца који је робијао након што је од стране послератног режима у Југославији проглашен кулаком.
Писањем је почео да се бави док је служио војни рок у Загребу. После војске 1954. се преселио у Београд, решен да се посвети писању. На Радничком универзитету Ђуро Салај похађао је радионицу за писце.

### Почетак каријере
Почео је да објављује песме у Младој култури, Новом веснику и другим књижевним часописима. Поезију је заволео захваљујући оцу који му је рецитовао српске народне песме док су радили у пољу. У Младеновцу је покушао да штампа новине. У Ужицу је радио као новинар Вести. Због једног чланка је на захтев Слободана Пенезића Крцуна добио отказ и забрану да ради као новинар. Пребегао је у Италију, а из Италије је пешице преко Нице стигао у Париз 1958. године где је једно време живео у прихватилишту Црвеног крста. У том прихватилишту је, у току једне године, научио француски језик.
У Француској је почео да се дружи са Жан Пол Сартром и Симон де Бовоар и кругом људи окупљених око Музеја човека (фр. Musée de l'Homme) и да се упознаје са антрополошким темама.

### Живот у Аустралији
Суочен с беспарицом, сећајући се прича свога оца који је једно време у Аустралији радио као копач злата, напушта Француску и отискује се пут Аустралије. У Аустралију стиже 1960. када почиње да учи енглески језик. Издржавао се радећи као копач злата и радник на грађевини.

#### Живот међу староседеоцима Аустралије
Тражећи посао, Сретен се упутио у унутрашњост Аустралије. Један белац у Алис Спрингсу (енгл. Alice Springs) му је рекао да ће из средишње Аустралије до Кимберлија (енгл. Kimberley) најлакше стићи јашући на камили. У Танами пустињи Сретен се изгубио и умирао од жеђи. Пронашао га је један стари урођеник кога је Сретен назвао Џубуру (енгл. Juburu), пошто је ову реч урођеник често понављао а чије значење Сретен није разумео. Пут кроз пустињу је трајао неколико месеци. Током путовања Божић је научио много о племенским обичајима аустралијских домородаца, имена биљака, животиња и оруђа које су домороци користили и правили.
Међу Абориџинима је живео десетак година добивши име Барнумбир Вонгар (енгл. Barnumbir Wongar) што у преводу значи Гласоноша из света духова. Оженио се Ђумалом (енгл. Dumala), Абориџинком из домородачког народа Варлпири (енгл. Warlpiri), са којом је родио двоје деце. По сопственим речима, велики део његовог сазнања и разумевања домородачке поезије Сретен дугује његовој домородачкој жени Ђумали. Аустралија је 1960-их имала строге законе који су регулисали ко и како може посећивати подручја у којима су живели домороци. Сретен није имао дозволу за тако нешто и једном приликом умало га није ухватио бели аустралијски полицајац који се нашао у домородачком подручју где је Сретен живио. Да би га сакрили, домороци су га прекрили прашином и почели да поју над њим као да је болестан. Полицајац је упитао одакле је Сретен, нашто су му домороци одговорили да је он из Вонгар банде, што је на њиховом језику значило из света душа, тј. неко ко је већ умро.

#### Депортација
Док је живео међу домороцима, Сретен је одлазио у Мелбурн (енгл. Melbourne) где је упознао прослављеног аустралијског писца кратких прича, мемоариста и антрополога Алана Маршала (енгл. Alan Marshall) са којим је касније (1972) заједно написао књигу Абориџински митови (енгл. Aboriginal Myths).
Збирка прича Пут за Бралгу (енгл. The Track to Bralgu) му је објављена 1976. на француском у издању часописа Модерна времена (фр. Les Temps Modernes) који су уређивали његови познаници, Сартр и де Бовоарова.
Након што је две године доцније књига објављена на енглеском, због начина на који је описао живот Абориџина, био је критикован и изложен непријатностима од стране аустралијске белачке заједнице и аустралијских власти. Присилно је пресељен из северне Аустралије у околину Мелбурна уз забрану повратка на север. Требало је да му се нешто касније придружи породица. У међувремену су му сви чланови породице помрли због тога што су пили воду из извора који је био затрован намерно или на неки други начин.

#### Нуклеарни циклус
Романи о трагичној судбини аустралијских староседелаца и њиховом страдању од радијације изазване нуклеарним пробама и ископавањима уранијума на њиховој земљи чине тзв. Нуклеарни циклус. Ту спадају: Валг (1983), Каран (1985), Габо Ђара (1987), Раки (1994), Didjeridu Charmer (2006).
Први рукопис књиге Раки му је заплењен од стране аустралијске полиције, па ју је по сећању поново написао, завршивши је и објавивши 1994. године.

## Место у српској књижевности
За Сретена Божића проф. А. Петровић, у своме есеју "Две повести и једна прича, Увод у дело Б. Вонгара" пише да "нема ни једног живог писца који је непосредније израстао из вековног српског књижевног наслеђа, ни једног који је то наслеђе успешније сублимирао у потпуни склад етике и естетике, ни једног који се одлучније заложио за ствар слободе. Од свих српских писаца који долазе после Андрића, Црњанског и Селимовића, Божић је једини који зна шта је позив писца, који гради мостове и "не меша аморфни малтер речи" као што то други чине."
Петровић наводи и да "Божић пише на енглеском али мисли на српском. Он враћа у српску књижевност српску традиционалну мисао, њену етику и естетику коју је протерао из српске књижевности крути комунизам а данас љигави неолиберализам."

## Награде и признања
- Добитник је неколико награда за поезију у периоду од 1955. до 1957. године у Србији[6].
- Награда британске Арвон фондације за поезију (енгл. Arvon Foundation Poetry Award. UK) 1980[13]
- Награда америчке библиотечке асоцијације (енгл. The American Library Association Award) 1982. године.[14]
- Аустралијска награда за књижевност (енгл. Senior Australian Fellowship, Australian Literature Award) за 1983, 1984, 1986, 1989. и 1991[15]
- Награда међународног ПЕН центра у Америци (енгл. The P.E.N International Award) 1986. године.[14]
- Писац-резидент при Абориџинском истраживачком центру Монаш универзитета за период од 12 недеља у 1987. години (енгл. Writer-in-residence at the Aboriginal Research Centre at Monash University)[16]
- Почасна награда за изванредан допринос аустралијској књижевности (енгл. Emeritus Award for outstanding contribution to Australian Literature) од стране Аустралијског савета за уметности 1997. године.[17]
- Књижевна награда Растко Петровић за 2005, Матица исељеника и Срба у региону[18]
- Почасни докторат Универзитета у Крагујевцу 2009. године (на предлог професора Александра Петровића и Филолошко - уметничког факултета)

## Документарни филмови о раду и животу Сретена Божића
- Dragan Gavrilovic (director) "Srbi sa petog kontinenta - Sreten Božić Wongar", (2021) Apertura Films[19]
- Andrijana Stojkovic (director): "Wongar" (2018) All Inclusive Films[20]
- John Mandelberg (director/writer): "A Double Life. The Life and Times of B.Wongar", Sorena Productions, Australia,[21]
- John Mandelberg (director/writer): "Totem & Ore, 2014 – 2019"[22][23]

## Интервјуи
- Jan Wositzky (interviewer): "Dingoes, Names and B. Wongar" – ABC Radio National's 'Books and Writing' program[24]
- Ray Willibanks (interviewer): "B. Bongar" in Ray Wilibanks: "Australian Voices: Writers and Their Work", University of Texas Press, 15. 3. 2010. pages 201-214

## Дела
Сретен је своја дела објављивао под својим правим (Божић) и књижевним (Вонгар) именом. Након објављивања књиге приповетки о Вијетнамском рату 1972 године веровало се да је Сретен амерички црнац који је дезертер Вијетнамског рата који се крије међу аустралијским домороцима, а са објављивањем Пута у Бралгу (1978) мислило се да је он аустралијски домородац из Северне територије Аустралије. Али Абориџински митови су сугерисали да би Сретен Божић и Б. Вонгар могли бити једна те иста особа што је потврдио Р. Дру (енгл. Robert Drewe) у чланку "Solved: The Great B. Wongar Mystery" објављеном у The Bulletin. Р. Боер (енгл. Ronald Boer) каже да је Сретен писац низа задивљујућих поема, кратких прича и романа у којима урођеници не опонашају колонизаторе него досељеник (Србин) опонаша урођеника.
Сретенове књиге су, бар до 2006. године, преведене у 13 језика. Процењено је да су његове књиге продане широм света у бар један милион примерака. Сретенов литерарни и антрополошки опус је најшира и најпознатија репрезентација аустралијске домородачке културе.

### Романи
- 1978 Трагачи (енгл. The Trackers.  978-0-86888-032-7..), неауторизовано издање штампано без одобрења аутора[28].
- 1983 Валг (енгл. Walg.  978-0-8076-1241-5..)
- 1985 Каран (енгл. Karan.  978-0-8076-1242-2..)
- 1987 Габо Ђара (енгл. Gabo Djara.  978-0-8076-1243-9..)
- 1994 Раки (енгл. Raki.  978-0-7145-3031-4..)
- 2008 Хајка (енгл. Manhunt.  978-0-9775078-3-2..)

### Аутобиографија
- 1999 Дингово легло (енгл. Dingoes Den.  978-1-875892-58-7..)

### Збирке прича
- 1978 Пут за Бралгу (енгл. The Track to Bralgu.  978-0-316-95158-6..)
- 1982 Бабару (енгл. Babaru.  978-0-207-17069-0..)
- 1991 Последњи чопор дингоса (енгл. The Last Pack of Dingoes.  978-0-207-17147-5..)
- 1992 Марнгит (енгл. Marngit.  978-0-207-17070-6..)

### Драме
- 1960 Јабланови – Гулвири и Бого (енгл. The Poplars – Gulwiri and Bogo)
- 1972 Камен у мом џепу (енгл. А Stone in My Pocket.  978-0-7260-0113-0.), објавио под именом Сретен Божић заједно са аустралијским писцем Аланом Маршалом (енгл. Alan Marshall)
- 1973 Село Баланг-Ан (енгл. Balang An Village.  978-0-7241-0745-2.)

### Збирка поезије
- 1984 Билма (енгл. Bilma.  978-0-8142-0370-5..)

### Фотографске колекције
- 2006 Тотем и руда (енгл. Totem and Ore.  978-0-9775078-0-1.)

### Антропологија
- 1972 Абориџински митови (енгл. Aboriginal Myths (as Sreten Bozic with Alan Marshall), Melbourne, Gold Star)

## Издања на српском језику
- Пут за Бралгу / Бабару, превео Душан Величковић, Народна књига, Београд, 1983.
- Цвет у пустињи, приредио Ратомир Ристић, превеле Љиљана Крстић и Милица Живковић, Просвета, Ниш, 2004.
- Последњи чопор дингоса, превела Станислава Лазаревић, Матица исељеника Србије, Београд, 2005.
- Билма, превео Мома Димић, Центар за културу и образовање Аранђеловац, Аранђеловац, 2005.
- Дингово легло, превели Александар Петровић и Мирјана Петровић, Издавачка кућа Јасен, Београд, 2011.
- Раки, превела Мирјана Петровић, приредио Александар Петровић, Издавачка кућа Јасен, Београд, 2011.
- Валг, превела Милица Живковић, приредио Александар Петровић, Издавачка кућа Јасен, Београд, 2011.
- Каран, превела Венита Ђурић, приредио Александар Петровић Издавачка кућа Јасен, Београд, 2011.
- Габо Ђара, превела Венита Ђурић, приредио Александар Петровић Издавачка кућа Јасен, Београд, 2012.